# جورج إس. هوارد
جورج إس. هوارد (بالإنجليزية: George S. Howard)‏ هو موزع أمريكي، ولد في 24 فبراير 1902، وتوفي في 18 سبتمبر 1995.